# Willa Ford
Amanda Lee Williford, känd som Willa Ford, född 22 januari 1981 i Ruskin i Florida, är en amerikansk sångerska.
Ford har blivit som störst i hemlandet med singlarna "I Wanna Be Bad", "Did Ya Understand That" och "A Toast To Men (Fuck The Men)". Hon har jämförts en del med Britney Spears och Christina Aguilera. Hon tog sitt artistnamn efter den engelska frasen Will afford.
Willa Ford hade huvudrollen i Impulse (2008) mot Angus MacFadyen och en roll i Friday the 13th. Hon även spelade rollen som Anna Nicole Smith i The Anna Nicole Smith Story. Ford är gift med ishockeystjärnan Mike Modano.

## Diskografi
Album
- Willa Was Here (2001)

Singlar
- "I Wanna Be Bad" (2001)
- "Did Ya' Understand That" (2001)
- "Santa Baby (Gimme, Gimme, Gimme)" (2001)
- "A Toast to Men" (med Lady May) (2003)
- "Sexy Sex Obsessive" (2004)